# Зороастризм в Азербайджане
Зороастризм — религия, некогда распространённая в ряде стран Ближнего Востока и Закавказья, в том числе и на территории современной Азербайджанской Республики.
Зороастризм является одной из старейших в мире из ныне существующих религий.

## История
На территории Кавказской Албании зороастризм стал распространяться (вплоть до Дербента) в связи с военно-политическими успехами Сасанидов. С целью пропаганды новой религии на эти земли переселялись иранцы-зороастрийцы.
Зороастризм также приобрёл в Албании местные особенности. Имеются сведения о том, что кавказские албанцы хоронили вместе с умершими предметы украшения, посуду. В те времена среди албанских племен существовал обычай погребения костей умерших в крупных кувшинах-могилах. Существовали также традиции захоронения покойников в земле, фаянсовых гробах, подземных склепах и особых могилах.
По одной из версии название название «Азербайджан» (область на юге реки Аракс и Кура, главным образом на территории Ирана) на среднеперсидском языке означает «Земля вечного огня».
У средневековых мусульманских авторов нет никаких сведений о культе огня в области Баку.

## Следы зороастризма
У зороастрийцев были приняты обряды жертвоприношения животных, но обязательно с молитвой мага в день Мехреган. Позже зороастрийцы стали в жертву приносить старых животных или относить на храмы огнепоклонников деньги.
Зороастрийцами почиталось солнце — величайшее из всех огней, которому посвящена в «Авесте» — одна из «хуршед», которую читали три раза в день на восходе, в полдень и на закате солнца. А также была пятикратная молитва: утренняя — хавани и полуденная молитва называется — Ратиатва. Перед началом молитвы проводили обряд омовения лица, рук, ног, а затем если это вечерняя молитва смотрели на огонь, а если утренняя — на восходящее солнце, поклонялись и молились.

## «Атешгях»

### «Атешгях» в Сураханах
В переводе с персидского «Атешгях» означает «дом огня». Этот храм на Абшеронском полуострове построили в XVII веке индийские паломники. Но еще со времён до нашей эры, на этом месте было зороастрийское святилище. Огонь в храме горел до VIII века, после прихода арабов святилище пришло в упадок. «Атешгях» возродился лишь, с приходом огнепоклонников по Великому Шелковому Пути в Азербайджан из Индии, где продолжал сохраняться культ огня. Зажиточные индийские купцы на месте зороастрийского святилища возвели ритуальные постройки.
В 1858 году храм огнепоклонников посетил Александр Дюма-отец. Свои впечатления писатель оставил в книге «Путешествие по Кавказу», опубликованной в Париже в 1859 году.
«Атешгях» действовал до 1880 года, затем был заброшен: жрец, который следил за храмом, подумал, что Небо отвернулось от людей, закрыл храм и уехал. В 1975 году после реставрационных работ храм был открыт для посещения.
В нынешнем Азербайджане «Атешгях» признан национальным и культурным достоянием.

### «Атешгях» в Хыналыге
Примерно в 5 км к западу от села, на высоте ~3000 м над уровнем моря, на отроге горы Шахдаг, у подножия скалы Гызыл-гая расположен атешгях – зороастрийский храм огня с естественным пламенем. Храм был восстановлен на месте прежних руин усилиями World Zoroastrian Organisation и Министерства культуры и туризма Азербайджана в 2016 г. . Памятник внесён в реестр исторических и культурных памятников Азербайджана под номером 4647.
О существовании в высокогорьях этой части Кавказа культовых сооружений, в основе которых присутствует зороастризм, неоднократно упоминают различные авторы.
Так, путешественник XVII века Адам Олеарий пишет:
«...Эльбурс есть часть Кавказских гор, в области Табесеран, граничащей с Грузией, и высоты его очень хорошо видны с описанных сейчас гор. На этом Эльбурсе персы некогда держали свой неугасаемый огонь и поклонялись там ему; но теперь этого огня и его поклонников нет…, они удалились оттуда в Индию...» 
Как следует из описания и карты, которую прилагает Олеарий, Эльбурсом он называл гору Шахдаг, и соответственно, речь идёт о естественных огнях, расположенных на её отрогах.
Армянский священнослужитель Макар Бархударянц в 1893 г. приводит сведения о храмах огня, в числе которых упоминается и хыналыгский:
«…багин (храм) был построен в Кубинском уезде близ села Хыналык у вулкана под названием Атешгях, где на древних остатках пришельцами из Индии были сооружены разные постройки».